# Calice (astronomia)
Calice (dal greco Καλύκη), o Giove XXIII, è un satellite naturale irregolare del pianeta Giove.

## Scoperta
È stato scoperto nel 2000 da una squadra di astronomi dell'Università delle Hawaii guidata da Scott S. Sheppard,S/2000 J 2.

## Denominazione
Ha ricevuto la denominazione ufficiale nell'ottobre 2002 in riferimento a Calice, figlia di Eolo, e conquista amorosa di Zeus, dalla quale relazione ebbe Endimione. Altre fonti fanno di Calice una delle Nisiadi, ninfe nutrici di Dioniso.

## Caratteristiche
Calice è caratterizzato da un movimento retrogrado ed appartiene al gruppo di Carme, composto da satelliti retrogradi ed irregolari che orbitano attorno a Giove ad una distanza compresa fra i 23 e 24 milioni di chilometri, con un'inclinazione orbitale pari a circa 165°.
Calice ha un colore più rosso (B−V=0,94, V−R=0,70) degli altri satelliti del gruppo, facendo ipotizzare che si tratti di un centauro o un oggetto transnettuniano catturato dal pianeta, oppure del residuo di un oggetto entrato in collisione con il progenitore del gruppo di Carme.

## Parametri orbitali
Misurazioni all'infrarosso effettuate con la sonda spaziale WISE, indicano per Calice un'albedo del 2.9%, dal che ne deriverebbe un diametro di circa 6,9 km. Orbita attorno a Giove in 766,61 giorni, a una distanza media di 23,181 milioni di km, con un'inclinazione di 166° rispetto all'eclittica (165° rispetto al piano equatoriale di Giove), con moto retrogrado e un'eccentricità orbitale di 0,2140.